# Ciemięga (dopływ Mininy)
Ciemięga – struga, prawostronny dopływ Mininy o długości 14,96 km.
Struga płynie w województwie lubelskim, na terenie gmin Kamionka (powiat lubartowski) i Niemce (powiat lubelski). Na znacznym obszarze przepływa przez Lasy Kozłowieckie, a także przez wsie Nasutów, Nowy Staw. Ujście ma w pobliżu Dąbrówki.